# Leoni al sole
Leoni al sole è un film del 1961, scritto, diretto e interpretato da Vittorio Caprioli, al suo esordio dietro la macchina da presa.

## Trama
Positano. Un gruppo di attempati dongiovanni tenta, senza molto successo, di conquistare giovani turiste straniere.
Alla fine della stagione estiva, con lo spopolarsi delle spiagge, ognuno torna alla propria vita, alle proprie pigrizie e alle speranze frustrate.

## Produzione
Il film è ispirato in parte al romanzo Ferito a morte di Raffaele La Capria, il cui titolo inizialmente avrebbe dovuto essere "Leoni di giugno", laddove il termine "leoni" ha il significato approssimativo di "vitelloni".
Prodotto da Antonio Cervi e Alessandro Jacovoni, il film fu girato tra la primavera e l'estate del 1961; gli interni furono girati negli studi Intercine di Grottaferrata. Il film uscì in prima visione nelle sale il 23 dicembre 1961.
Il film, dopo essere passato a suo tempo quasi inosservato, è stato riproposto alla Mostra del cinema di Venezia del 2008, nella retrospettiva Il cinema italiano ritrovato, in una copia ristampata e restaurata a cura della Cineteca Nazionale di Roma.

## Critica
Per Maurizio Porro, il film una specie di Vitelloni alla napoletana in cui rivive un’epoca con i suoi protagonisti che nella vita hanno formato nel tempo un clan inossidabile per ideali, cultura, amicizia; come disse bene Fernaldo Di Giammatteo, è un disincantato ritratto della borghesia meridionale. Un giudizio analogo venne espresso da Luciano De Crescenzo nella Storia della filosofia greca. Da Socrate in poi, in un ritratto di Francesco Morante, uno dei protagonisti del film:
(Luciano De Crescenzo, Storia della filosofia greca. Da Socrate in poi, cap. III ("Scisciò"), Mondadori, ISBN 9788852014222)

## Riconoscimenti
Il film è stato selezionato tra i 100 film italiani da salvare.

## Colonna sonora
La colonna sonora è composta da Fiorenzo Carpi, la canzone Giochi d'ombre è cantata da Mina.